# Красненьков, Михаил Михайлович
Михаил Михайлович Красненьков — советский хозяйственный, государственный и политический деятель, Герой Социалистического Труда.

## Биография
Родился в 1902 году в селе Ново-Покровское. Член КПСС.
С 1920 года — на хозяйственной, общественной и политической работе. В 1920—1967 гг. — крестьянин, колхозник в местном колхозе имени Ленина, выпускник Саратовского зооветеринарного института, ветеринарный врач на конезаводах Ново-Покровского района Саратовского края, ветеринарный врач Еланского конного завода, директор Еланского конного завода № 31 Красавского района Саратовской области.
Указом Президиума Верховного Совета СССР от 20 ноября 1958 года присвоено звание Героя Социалистического Труда с вручением ордена Ленина и золотой медали «Серп и Молот».
Делегат XXIII съезда КПСС.
Умер в Саратове в 1987 году.